# Дурсун, Хамза
Хамза Дурсун (тур. Hamza Dursun, род. 11 февраля 1994, Агры, Турция) — турецкий лыжник. Участник Зимних Олимпийских игр 2018 года.

## Спортивная карьера
Хамза Дурсун родился 11 февраля 1994 года в провинции Агры, Турция.
Впервые выступать на международном уровне стал в феврале 2011 года на Европейском зимнем олимпийском молодежном фестивале в Либерце и занял 77-е место в классическом забеге на 10 км, 69-е место в спринте и 68-е место в беге на 7,5 км вольным стилем.
В следующем году он занял 30-е место в спринте и 28-е место на дистанции 10 км на Зимних юношеских Олимпийских играх в Инсбруке, 74-е место в спринте и 65-е место на дистанции 10 км.
На Зимней универсиаде-2013 в Лаго-ди-Тезероон финишировал 64-м в спринте, 62-м в скиатлоне и 58-м в беге на 10 км вольным стилем.
На чемпионате мира по лыжным видам спорта среди юниоров 2014 года в Валь-ди-Фьемме занял 70-е место в скиатлоне и 67-е место в беге на 10 км классическим стилем.
В январе 2015 года на Зимней универсиаде в Штрбске-Плесо занял 47-е место в спринте, 44-е место в классической гонке на 10 км и 37-е место в гонке с масс-старта на 30 км.
На чемпионате мира по лыжным видам спорта 2017 в Лахти финишировал 89-м в спринте и 80-м в классической гонке на 15 км.
В декабре 2017 года он завершил свою первую гонку Кубка мира в Давосе и финишировал 97-м в спринте.
На зимних Олимпийских играх 2018 года в Пхенчхане он финишировал 92-м в беге на 15 км вольным стилем, 71-м в спринте и 28-м в командном спринте.
В сезоне 2019/20 занял четвертое место в итоговой таблице Кубка Балкан с одним вторым и двумя третьими местами.
В 2021 году на чемпионате мира по лыжным видам спорта в Оберстдорфе занял 100-е место в спринте и 91-е место в беге на 15 км вольным стилем.